# Bellingham (Massachusetts)
Bellingham es un pueblo ubicado en el condado de Norfolk en el estado estadounidense de Massachusetts. En el Censo de 2010 tenía una población de 16.332 habitantes y una densidad poblacional de 333,66 personas por km².

## Geografía
Bellingham se encuentra ubicado en las coordenadas 42°4′36″N 71°28′28″O / 42.07667, -71.47444. Según la Oficina del Censo de los Estados Unidos, Bellingham tiene una superficie total de 48.95 km², de la cual 47.52 km² corresponden a tierra firme y (2.91%) 1.42 km² es agua.

## Demografía
Según el censo de 2010, había 16.332 personas residiendo en Bellingham. La densidad de población era de 333,66 hab./km². De los 16.332 habitantes, Bellingham estaba compuesto por el 93.31% blancos, el 1.44% eran afroamericanos, el 0.08% eran amerindios, el 2.91% eran asiáticos, el 0.02% eran isleños del Pacífico, el 0.88% eran de otras razas y el 1.36% pertenecían a dos o más razas. Del total de la población el 2.5% eran hispanos o latinos de cualquier raza.